# Rue de Stalingrad (Toulouse)
Pour les articles homonymes, voir Rue de Stalingrad.
La rue de Stalingrad (en occitan : carrièra de Stalingrad) est une voie de Toulouse, chef-lieu de la région Occitanie, dans le Midi de la France.

## Situation et accès

### Description
La rue de Stalingrad est une voie publique. Elle se trouve dans le quartier de Matabiau, dans le secteur 1 - Centre.

### Voies rencontrées
La rue de Stalingrad rencontre les voies suivantes, dans l'ordre des numéros croissants (« g » indique que la rue se situe à gauche, « d » à droite) :
1. Allées Jean-Jaurès
2. Place Melvin-Jones (d)
3. Rue du Moulin-Bayard
4. Rue Corot (d)
5. Rue Bertrand-de-Born
6. Rue Lafon (d)
7. Rue Maynard (g)
8. Rue Caffarelli (g)
9. Place Robert-Schuman (d)

## Odonymie
C'est le 12 avril 1947 que la rue est renommée en hommage aux défenseurs de la ville soviétique de Stalingrad, anéantie lors de la bataille du même nom (septembre 1942-février 1943), pendant la Seconde Guerre mondiale.